# Enneacanthus
Enneacanthus – rodzaj słodkowodnych ryb okoniokształtnych z rodziny bassowatych (Centrarchidae). Hodowane w akwariach.

## Występowanie
Stany Zjednoczone.

## Klasyfikacja
Gatunki zaliczane do tego rodzaju:
- Enneacanthus chaetodon – bassek tarczowy[3], bass tarczowy[4], okończyk tarczowy[5], okoń tarczowy[6]
- Enneacanthus gloriosus – bassek diamentowy[3], okończyk diamentowy[5], okoń diamentowy[5]
- Enneacanthus obesus – bassek zielony[7], okoń diamentowy[6]

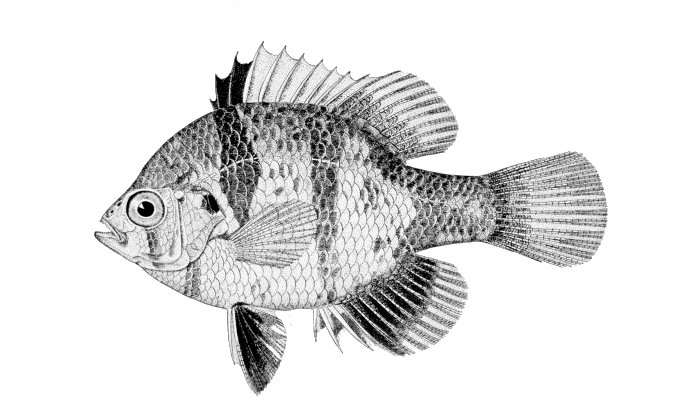
Enneacanthus chaetodon
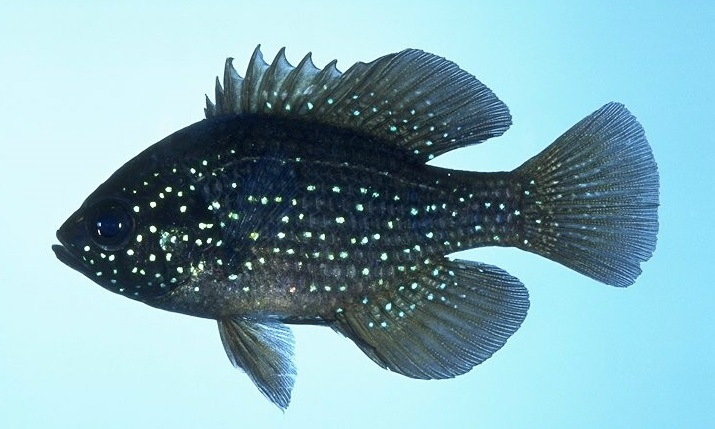
Enneacanthus gloriosus